# پرسیشن کستپارتس
پرسیشن کستپارتس (انگلیسی: Precision Castparts) شرکت هوافضا و صنایع جنگ‌افزاری آمریکایی است، که در سال ۱۹۵۳ تأسیس شد.